# Hans-Joachim Kosubek
Hans-Joachim Kosubek (* 24. Juni 1951) ist ein deutscher Politiker (CDU) und  ehemaliger Bürgermeister in Worms.

## Leben
Hans-Joachim Kosubek ist ein langjähriges Mitglied der CDU im Regierungsbezirk Rheinhessen-Pfalz. Am 27. Februar 2013 wurde er vom Stadtrat in seiner Sitzung zum hauptamtlichen Beigeordneten (Bürgermeister) gewählt. Die Ernennung erfolgte mit Wirkung zum 1. November 2013 für die Dauer von acht Jahren.